# J. Bernlef
J. Bernlef, właśc. Hendrik Jan Marsman (ur. 14 stycznia 1937 w Sint Pancras, zm. 29 października 2012 w Amsterdamie) – holenderski pisarz, poeta i tłumacz.

## Życiorys
Urodził się w Sint Pancras, wsi leżącej w okolicach Alkmaaru, wychował się w Amsterdamie, gdzie mieszkał do ostatnich lat życia. Po maturze (1955) pracował w księgarni, potem w latach 1956–1958 odbył służbę wojskową. W tym czasie powstały jego pierwsze utwory poetyckie, publikowane na łamach prasy. W latach 1960–1964 pracował w przedsiębiorstwie księgarskim, potem zaczął utrzymywać się z pisania i przekładów. Między 1958 a 1971 r. redagował pismo artystyczne Barbarer, później od 1977 r. kwartalnik krytyczno-literacki Raster.
Zadebiutował w 1960 r. tomem wierszy Kokels. Szerszą popularność zdobył wydaną w 1984 r. powieścią zatytułowaną Hersenschimmen, podejmującą temat starczej demencji. Książka ta stała się podstawą filmu nakręconego w 1987 r. przez Heddy Honigmanna oraz sztuki teatralnej, wystawionej w 2006 r. w reżyserii Guya Cassiersa.
W 1994 r. J. Bernlef otrzymał prestiżową nagrodę im. P.C. Hoofta.
Publikował swe utwory pod pseudonimami Ronnie Appelman, J. Grauw, Cas den Haan, S. den Haan, oraz Cas de Vries. Interesował się jazzem, poświęcając swojej pasji muzycznej kilka książek.
Przekładał na język niderlandzki twórczość wielu poetów amerykańskich i szwedzkich, m.in. Marianne Moore, Elizabeth Bishop oraz Tomasa Tranströmera.
W przekładzie na język polski ukazały się dwa tomiki, zawierające wybór poezji Bernlefa, przełożone przez Jerzego Kocha: Martwa natura z morszczynem, Kłodzko 1988, oraz Golden delicious, Wrocław 1991. Opublikowany został również przekład najsłynniejszej jego powieści pt. Hersenschimmen, jako Niewdzięczna pamięć w przekładzie Alicji Oczko, Warszawa 2010.

## Dzieła
- 1960 – Kokkels
- 1962 – De overwinning: het verslag van een nederlaag
- 1963 – Onder de bomen (opowiadania)
- 1965 – Ben even weg (poezja)
- 1965 – Het strikken van een das (poezja)
- 1965 – Wat zij bedoelen (wywiady, wraz z K. Schippersem)
- 1965 – Stukjes en beetjes (powieść, później wydana ponownie pt. Achterhoedegevecht)
- 1966 – De schoenen van de dirigent (wiersze)
- 1966 – Paspoort in duplo (powieść)
- 1967 – De schaduw van een vlek (opowiadania)
- 1967 – Een cheque voor de tandarts (wraz z K. Schippersem, reportaż)
- 1968 – Bermtoerisme (wiersze)
- 1968 – De dood van een regisseur (powieść)
- 1969 – De verdwijning van Kim Miller (opowiadania)
- 1970 – Wie a zegt (eseje)
- 1970 – Hoe wit kijkt een eskimo (wiersze)
- 1971 – Het verlof (powieść)
- 1971 – Rondom een gat
- 1972 – De maker (powieść)
- 1972 – Grensgeval (wiersze)
- 1973 – Sneeuw (powieść)
- 1974 – Brits (wiersze)
- 1974 – Hondedromen (opowiadania)
- 1974 – Het komplot (opowiadania)
- 1975 – Meeuwen (powieść)
- 1976 – De man in het midden (powieść)
- 1976 – Zwijgende man (wiersze)
- 1977 – Gedichten 1960-1977 (wiersze)
- 1978 – Anekdotes uit een zijstraat (opowiadania)
- 1979 – Stilleven (wiersze)
- 1979 – Nachtrit (sztuka teatralna)
- 1980 – De ruïnebouwer
- 1980 – De kunst van het verliezen (wiersze)
- 1981 – Onder ijsbergen (powieść)
- 1982 – Alles teruggevonden/niets bewaard (wiersze)
- 1984 – Hersenschimmen (powieść, pol. przekład jako Niewdzięczna pamięć, tłum. A. Oczko, Warszawa 2010)
- 1985 – Verschrijvingen (wiersze prozą)
- 1986 – Wolftoon (wiersze)
- 1987 – Publiek geheim (powieść)
- 1987 – Drie eilanden (obejmuje powieści Sneeuw, Meeuwen Onder ijsbergen)
- 1988 – Gedichten 1970-1980 (wiersze)
- 1988 – Geestgronden (wiersze)
- 1989 – Vallende ster (nowele)
- 1989 – Achterhoede gevecht (przeróbka wydanej w 1965 r. powieści Stukjes en beetjes)
- 1990 – De noodzakelijke engel (wiersze)
- 1990 – Doorgaande reizigers (opowiadania)
- 1991 – Verborgen helden (antologia)
- 1991 – Ontroeringen (eseje)
- 1992 – De witte stad (powieść)
- 1992 – De herinneringen zien mij (przekłady tekstów Tomasa Tranströmer)
- 1993 – Niemand wint (wiersze)
- 1993 – Eclips (powieść)
- 1993 – Schiet niet op de pianist. Over jazz (eseje)
- 1994 – Vreemde wil (wiersze)
- 1994 – Esther (sztuka teatralna)
- 1995 – Alfabet op de rug gezien (przekłady poezji)
- 1995 – Cellojaren (opowiadania)
- 1997 – Achter de rug Gedichten 1960-1990
- 1997 – Verloren zoon (powieść)
- 1997 – Schijngestalten (obejmuje powieści Hersenschimmen, Vallende ster oraz Eclips)
- 1997 – Onder ijsbergen
- 1998 – De losse pols (eseje)
- 1998 – Aambeeld (wiersze)
- 1999 – Meneer Toto-tolk ter gelegenheid van de jaarwisseling 1998-1999
- 1999 – Haalt de jazz de eenentwintigste eeuw? (eseje)
- 1999 – Tindeman’s Dilemma (opowiadania)
- 2000 – Boy (powieść)
- 2000 – Kokkels & Stenen spoelen (wiersze i opowiadania)
- 2000 – Bernlefs beste volgens Bernlef (opowiadania)
- 2001 – Bagatellen voor een landschap (wiersze)
- 2001 – Tegenliggers (portrety i spotkania)
- 2002 – Verbroken zwijgen (opowiadania)
- 2003 – Buiten is het maandag
- 2004 – Kiezel en traan (wiersze)
- 2005 – De onzichtbare jongen (powieść)
- 2005 – Een jongensoorlog (powieść, zmieniona wersja powieści Stukjes en beetjes oraz Achterhoedegevecht)
- 2006 – Hoe van de trap te vallen (opowiadania jazzowe)
- 2006 – Hersenschimmen
- 2007 – Op slot (powieść)
- 2008 – Het begin van tranen (opowiadania)
- 2008 – De pianoman
- 2009 – De rode droom (powieść)
- 2009 – Ophelia (tekst solo operowego)
- 2010 – De tweede ruimte (eseje)
- 2010 – Geleende levens (nowele)
- 2011 – De een zijn dood (powieść)